# Provincia di Los Santos
Los Santos è una provincia dello Stato di Panama, situata sulla Penisola di Azuero e con capoluogo Las Tablas: altre città importanti nella zona, invero meno popolose, risultano Pedasí, Las Tablas, Cambutal, Macaracas. La provincia è bagnata dal Golfo di Panama a est e dall'Oceano Pacifico a sud, mentre confina con la Provincia di Veraguas a ovest e con quella di Herrera a settentrione. Si estende territorialmente dal fiume La Villa a nord fino al Pacifico a sud e ad est e fa parte della penisola di Azuero. Esistono sette distretti amministrativi nella provincia che coprono un totale di 3.809,4 km² e contavano una popolazione complessiva di 89.592 abitanti nel 2019.
In questa regione, facente in passato parte dell'area culturale del Gran Coclé, dove si sviluppò un o dei primi stili di ceramica delle Americhe, si trovano i più antichi insediamenti umani nell'istmo di Panama. I primi europei ad esplorare Los Santos furono gli spagnoli nel 1515 sotto il comando di Gonzalo de Badajoz. Al loro arrivo, l'area era governata dai cacicchi Antataura o Cutara e il sito era conosciuto come Terra del signor Paris o Parita dalla lingua Guaymí Bari-ta che significa Unione dei Popoli, essendosi uniti pacificamente tra loro sei capi indigeni: Guararí, Quemá, Chiracoitia, Huere, Guanata e Usagaña. L'unica provincia che non aderì a tale lega era l'Escoria. Gaspar de Espinosa riuscì a conquistare e annettere Pariba all'Impero spagnolo nel 1516, decimando quasi tutta la popolazione autoctona.
Geograficamente, Los Santos si trova nell'Arco Seco, termine legato alla striscia di terra tra il Golfo di Panama e la catena montuosa centrale che comprende zone delle province di Coclé, Herrera e Veraguas nel sud dell'istmo di Panama. Il clima tipico è quello della savana con temperature moderate, fortemente influenzate dai venti dell'Oceano Pacifico che si dirigono contro le montagne e dalla corrente di Humboldt. La piovosità media annua si attesta a 1.200 mm, consentendo la proliferazione di foreste pluviali. Il punto più alto risulta il Cerro Hoya con i suoi 1.559 metri, mentre altre vette importanti sono il Cambutal (1.400 metri) e l'El Ñopos (1.068 metri).
La moderna provincia di Los Santos è stata istituita nel gennaio 1945 in sostituzione dell'allora soppressa provincia di Azuero ai sensi del decreto del gabinetto n. 13, lasciando il suo regime territoriale regolato dal secondo capitolo della legge 58 del 29 luglio 1998, perdendo il territorio del Quebro in questo processo.
Sebbene Los Santos condivida da vicino la sua storia politica e sociale con il resto di Panama e la stragrande maggioranza della popolazione parli spagnolo, la provincia ha preservato un'identità culturale distinta. Questo si deve al passaggio di diversi popoli e civiltà che, nel tempo, hanno plasmato una particolare identità locale. Queste persone, alcune molto diverse tra loro, hanno lentamente lasciato un proprio influsso sugli abitanti: si tratta di una delle ultime regioni di Panama in cui l'uso del voseo spagnolo appare assai diffuso.

## Geografia fisica

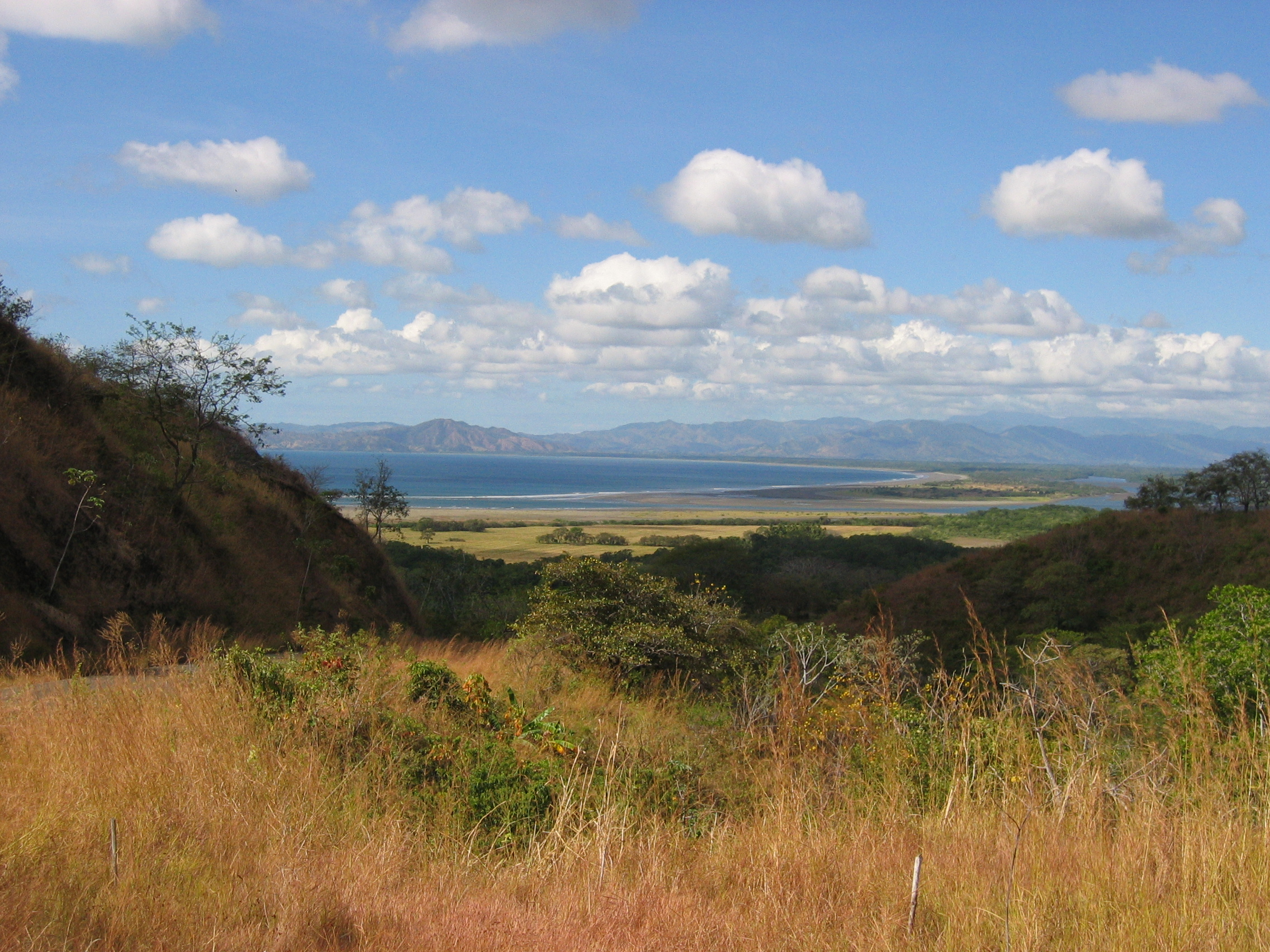
Costa meridionale della penisola di Azuero a Los Santos

La terraferma di Los Santos comprende la maggior parte della parte meridionale della penisola di Azuero, che si trova a sud di Panama e due isole principali, l'isola d'Iguana e di Cañas, e le piccole Frailes del Norte e Frailes del Sur. La superficie totale occupa 3.809,4 km² con 214 km (incluse le isole) di coste, paragonabili alle dimensioni di Capo Verde. Il confine di Los Santos con Herrera a nord corre lungo il fiume La Villa, il quale costituisce un confine naturale, sebbene entrambi i lati del corso d'acqua presentino lo stesso paesaggio. L'Oceano Pacifico confina a sud e ad est con una vasta area di costa, conferendogli un importante paesaggio marittimo. Infine, il confine occidentale del Distretto di Mariato è caratterizzato dalla sua forma naturale montuosa, che separa il golfo di Montijo in Veraguas dalle valli del Tonosí.

### Montagne e colline

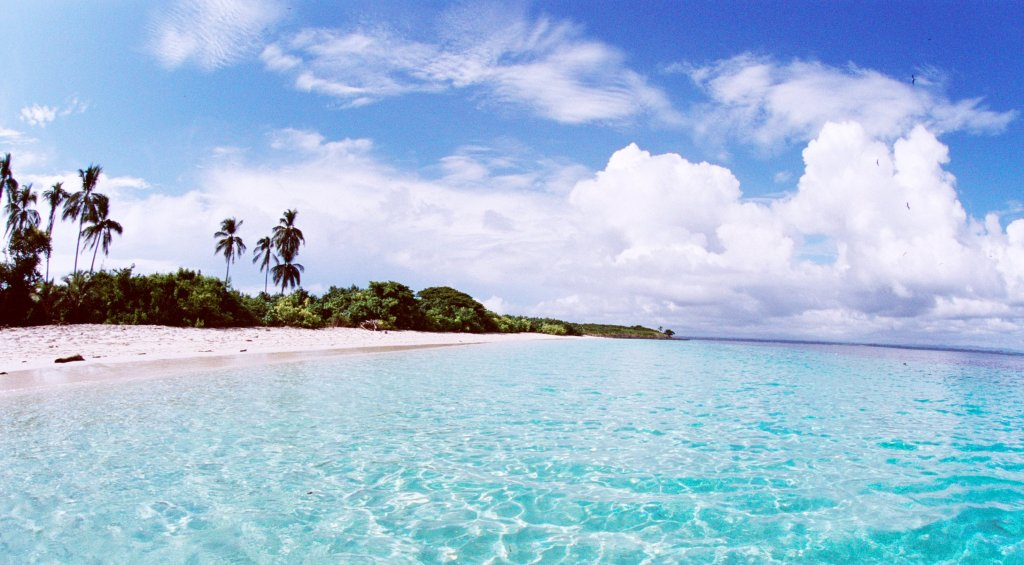
Spiaggia di sabbia bianca a Isla Iguana

Los Santos si trova nella penisola di Azuero nell'istmo di Panama: le principali caratteristiche geografiche della provincia sono determinate da tre regioni morfostrutturali che si caratterizzano per i suoi prospetti. Si ripartiscono tre zone nettamente distinte tra loro: l'area montuosa dominata dalle catene montuose dell'Azuero, la catena dell'Azuero occidentale e la catena dell'Azuero orientale, conosciuta localmente come sierra de Azuero. Le montagne risultano un'estensione della Cordigliera Centrale che si estende a sud fino alle zone costiere di Búcaro e Cañas. Esistono poche valli, tra cui spiccano quella del Tonosí e del Rico. Una zona di transizione di basse colline e raggruppata principalmente nella parte centro meridionale delle colline della provincia. Una terza area nelle regioni costiere basse, pianure costiere e bacini sedimentari, dove predominano i rilievi collinari che fanno parte dei contrafforti delle montagne.

### Isole e coste

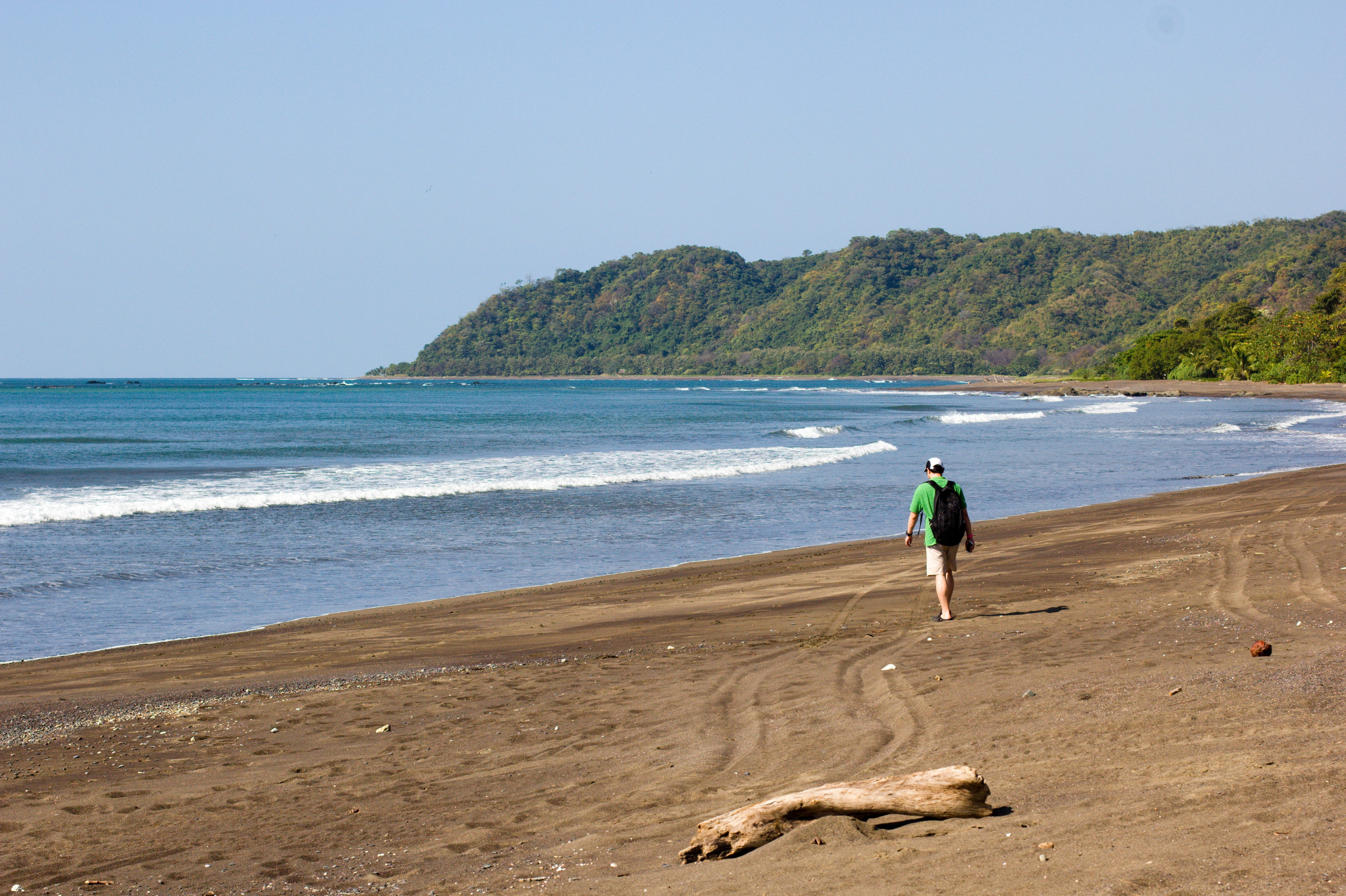
Spiaggia di sabbia scura a Cambutal

La costa di Los Santos risulta caratterizzata da una netta predominanza di spiagge e pianure costiere, con la presenza di alcune scogliere soprattutto nella zona meridionale della Sierra de Azuero a Tonosí. Le mangrovie e le piccole formazioni dunali sono l'elemento più caratteristico del rilievo costiero. La sabbia appare fine e dorata a nord e di origine vulcanica a sud, con variazioni annuali nella costa che possono dipendere a causa di rovesci burrascosi tipici della stagione invernale.

### Clima
Situata ai tropici, Los Santos ha una stagione delle piogge che va da maggio a novembre e una stagione secca che va dalla fine di dicembre all'inizio di maggio. Secondo la classificazione climatica di Köppen, la provincia di Los Santos è localizzata nelle aree facenti parte della savana tropicale (Aw). Il sud-est di Los Santos è solitamente più caldo e secco dell'ovest, a causa dell'influenza delle correnti e dell'Oceano Pacifico. Le piogge variano ampiamente a seconda dei distretti: gli altopiani orientali di Los Santos appaiono i più piovosi, con precipitazioni annuali in alcuni luoghi come Cerro Hoya e Canajagua che superano i 4.000 mm, mentre, in confronto, gran parte della pianura di Los Santos vede cadere meno di 1.200 mm all'anno. Le temperature variano tra i 23 e i 32 °C sulla costa, con un minimo di 14 °C nella regione montuosa. Queste variazioni sono causate dalla catena di Azuero e dalle piogge che si verificano a distanze molto brevi.
| Provincia di Los Santos (1984–2014) | Mesi | Mesi | Mesi | Mesi | Mesi  | Mesi  | Mesi | Mesi  | Mesi  | Mesi  | Mesi  | Mesi | Stagioni | Stagioni | Stagioni | Stagioni | Anno    |
| Provincia di Los Santos (1984–2014) | Gen  | Feb  | Mar  | Apr  | Mag   | Giu   | Lug  | Ago   | Set   | Ott   | Nov   | Dic  | Inv      | Pri      | Est      | Aut      | Anno    |
| ----------------------------------- | ---- | ---- | ---- | ---- | ----- | ----- | ---- | ----- | ----- | ----- | ----- | ---- | -------- | -------- | -------- | -------- | ------- |
| T. max. media (°C)                  | 33,6 | 34,1 | 34,8 | 35,4 | 35,4  | 34,4  | 34,0 | 34,3  | 34,0  | 33,8  | 33,5  | 35,4 | 34,4     | 35,2     | 34,2     | 33,8     | 34,4    |
| T. min. media (°C)                  | 18,8 | 19,2 | 19,9 | 21,0 | 22,0  | 21,7  | 21,1 | 21,2  | 21,0  | 21,2  | 20,5  | 19,7 | 19,2     | 21,0     | 21,3     | 20,9     | 20,6    |
| Precipitazioni (mm)                 | 12,1 | 0,7  | 3,7  | 21,1 | 111,2 | 137,3 | 96,6 | 123,2 | 161,6 | 224,8 | 126,0 | 46,6 | 59,4     | 136,0    | 357,1    | 512,4    | 1 064,9 |
| Giorni di pioggia                   | 1,1  | 0,2  | 0,3  | 1,8  | 7,8   | 11,5  | 9,0  | 10,5  | 12,8  | 14,4  | 10,3  | 4,2  | 5,5      | 9,9      | 31,0     | 37,5     | 83,9    |

## Ambiente naturale

### Parchi nazionali

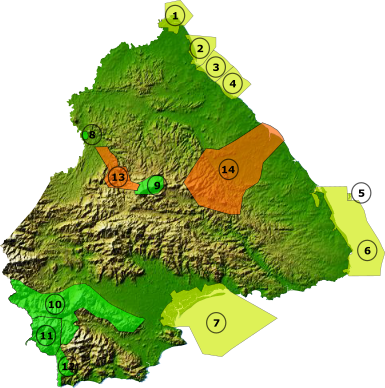
Aree protette nella provincia di Los Santos: i parchi nazionali sono in verde, le zone marine protette e le coste in giallo, mentre i due bacini idrografici tutelati sono in marrone

Los Santos conta sei parchi nazionali: La Tronosa, Tonosí, Cerro Hoya, Cerro Canajagua, Santa Ana e El Colmón. Dispone di cinque riserve per la fauna selvatica, ovvero El Peñón de la Honda, Isla Cañas, isla Iguana, Pablo Arturo Barrios e La Marinera. Anche la costa di La Enea, il corregimiento di El Espinal e il bacino del Cacao e del fiume Mensabé sono protetti.

### Flora e fauna
La fauna selvatica di Los Santos conta un numero davvero elevato di specie, tra cui 62 specie ornitologiche, alcune delle quali tipiche dell'ambiente oceanico. Le coste e le isole circostanti ospitano infatti colonie di garzette, aironi e cormorani. È anche il più grande sito di nidificazione a Panama per la fregata magnifica (Fregata magnificens), con una popolazione di oltre 5000 uccelli a isla Iguana.

#### Endemismi

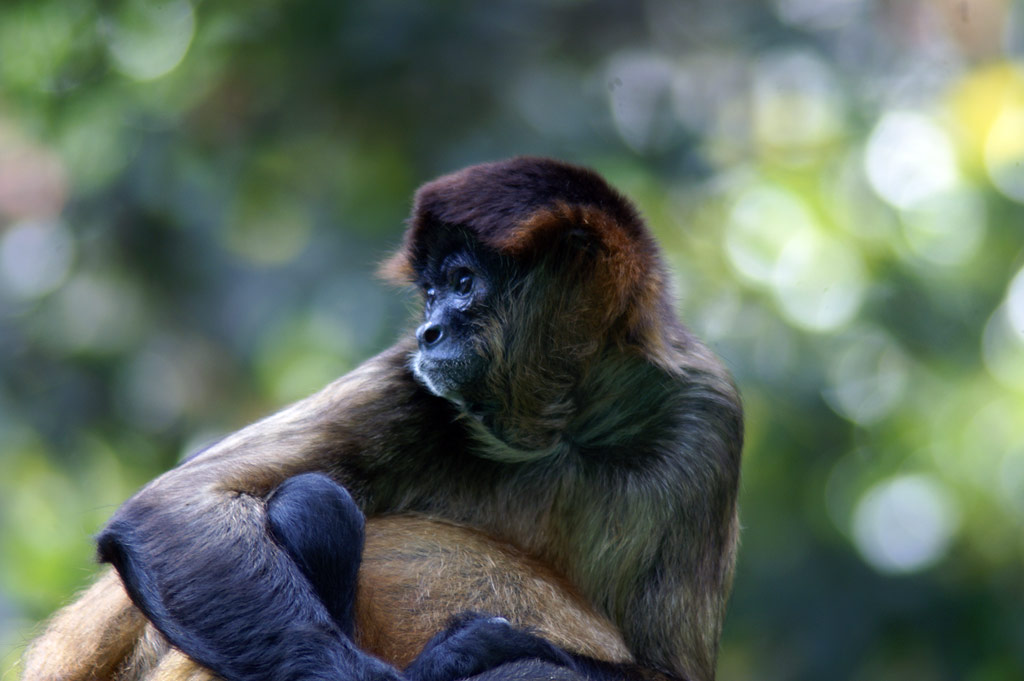
Atele di Geoffroy (Ateles geoffroyi)

Los Santos ospita cinque delle sette specie di scimmie che vivono a Panama, alcune delle quali in grave pericolo di estinzione e due delle quali endemiche: il tamarino di Geoffroy (Saguinus geoffroyi), l'aluatta dell'isola di Coiba (Alouatta coibensis), l'atele di Geoffroy (Ateles geoffroyi), il cebo cappuccino dalla faccia-bianca (Cebus capucinus imitator) e l'aluatta dal mantello (Alouatta palliata).

## Storia
Nel 1850, fu istituita la provincia di Azuero in onore di Vicente de Azuero y Plata. Nel 1855, con l'istituzione dello "Stato Federale di Panama", la provincia fu divisa nei dipartimenti di Los Santos e Herrera: dopo l'unione con Colombia, e successivamente con A Panama, diventando uno stato sovrano, Los Santos ha subito molti cambiamenti politici e amministrativi. Nel 1941, con la presidenza di Ricardo A. de la Guardia (1941-1945), Los Santos e Herrera si fusero in un'unica provincia, chiamata Los Santos; con il Decreto de Gabinete N° 13 dell'8 gennaio 1945 Herrera e Los Santos si distaccarono.

## Toponimo
Come accade anche per altre provincie di Panama, Los Santos deve il suo nome dalla sua antica capitale, La Villa de Los Santos. Fondata nel novembre 1569, Ognissanti, prende il nome da tale ricorrenza religiosa.

### Stemma e bandiera

Stemma della House of Colon

Bandiera di La Villa de Los Santos

La bandiera ufficiale di Los Santos è composta da tre strisce orizzontali uguali, colorate rispettivamente di rosso, blu e giallo. Si basa sulla composizione cromatica creata nel 1801 da Francisco de Miranda, precursore dell'indipendenza di America Latina, che volò nel padiglione di Jacmel, Haiti per la prima volta. Per quanto riguarda il significato dei colori, l'ipotesi più accreditata afferma che si basa sui colori primari percepiti dall'iride. Una seconda teoria vuole che si ripropongano i colori del primitivo stemma di Cristoforo Colombo, mentre una terza sostiene che si richiamino i colori delle uniformi del Burgerwache di Amburgo. La prima ricostruzione si fonda su una lettera in cui Miranda descrive una conversazione con Johann Wolfgang von Goethe relativa alla sua Teoria dei colori, in una festa ospitata nella città di Weimar nel 1785. I patrioti della regione adottarono questo modello per rappresentare Los Santos nel 1821 nella battaglia per ottenere l'indipendenza dalla Spagna. Con la creazione della provincia di Azuero il 4 aprile 1850 questa bandiera divenne la bandiera ufficiale della provincia e successivamente divenne la bandiera ufficiale della provincia di Los Santos, erede della soppressa provincia di Azuero.

## Cultura
Las Tablas è il capoluogo della provincia, una delle sue maggiori attrazioni è la chiesa di Santa Librada, considerata monumento nazionale.
La città vive tutto il suo splendore durante la celebrazione del Carnevale che dura 4 giorni e 5 notti, essendo la città sede di Las Tablas Miglior Carnevale della repubblica, dove una delle principali attrazioni del carnevale di Las Tablas, sono famose o culecos mojadera, che viene spruzzata con acqua (pulita e purificata) ai partecipanti di questa attività dalle auto sisternas (specialmente pre-sterilizzate per questa attività) situate in tutto il parco e nelle strade circostanti.
Un'altra celebrazione ben nota è il Corpus Christi, una festa religiosa che risale ad epoca coloniale e si tiene a La Villa de Los Santos: durante la stessa, si commemora l'istituzione dell'Eucaristia con una serie di feste pagane rappresentata da danze diverse, che oggi fanno parte del folclore della regione.
Los Santos è il posto giusto per vedere i polleras tessuti a mano, costumi tipici di Panama. Gli artigiani locali realizzano anche maschere dei famosi Diablicos.

## Società

### Evoluzione demografica
Al censimento panamense del 2010, Los Santos contava 89.592 residenti e 29.363 famiglie che vivevano entro i confini amministrativi.
Il censimento del 2010 evidenziava che 5.252 residenti (il 6,6%) della popolazione era analfabeta. Tra le etnie principali figurano perlopiù discendenti di cittadini spagnoli e meticci, circa il 98% dei residenti. I gruppi di minoranza erano composti da 1.276 afro-latinoamericani e 656 nativi. Questi ultimi risultavano solo lo 0,7% della popolazione, di cui il 36% erano cuna, il 35% ngäbe, il 17% buglé e il 12% di altri gruppi come i teribe, i catio, i bribri e i wounaan.
La religione non è registrata nel censimento, ma la maggioranza della popolazione abbraccia il cattolicesimo e il protestantesimo.

## Geografia antropica

### Suddivisioni amministrative
La provincia di Los Santos è divisa in 7 distritos (distretti) e suddivisa in 82 comuni (corregimientos).
| Distretto  | Area (km²) | Stima della popolazione del 2010 | Stima della popolazione del 2019 |
| ---------- | ---------- | -------------------------------- | -------------------------------- |
| Guararé    | 216        | 10 890                           | 11 129                           |
| Las Tablas | 711,2      | 27 146                           | 7 753                            |
| Los Santos | 385        | 7 913                            | 7 845                            |
| Macaracas  | 618        | 16 436                           | 16 292                           |
| Pedasí     | 353        | 9 404                            | 9 444                            |
| Pocrí      | 289        | 13 119                           | 13 105                           |
| Tonosí     | 1 286,5    | 9 787                            | 7 951                            |

| Distretto               | Comuni (Corregimientos) | Capoluogo (Cabecera)        |
| ----------------------- | --- | --------------------------- |
| Distretto di Guararé    | Guararé, El Espinal, El Macano, Guararé Arriba, La Enea, La Pasera, Las Trancas, Llano Abajo, El Hato, Perales | Guararé                     |
| Distretto di Las Tablas | Santa Librada de Las Tablas, Bajo Corral, Bayano, El Carate, El Cocal, El Manantial, El Muñoz, El Pedregoso, La Laja, La Miel, La Palma, La Tiza, Las Palmitas, Las Tablas Abajo, Nuario, Palmira, Peña Blanca, Río Hondo, San José, San Miguel, Santo Domingo, El Sesteadero, Valle Rico, Vallerriquito | Santa Librada de Las Tablas |
| Distretto di Los Santos | La Villa de los Santos, El Guásimo, La Colorada, La Espigadilla, Las Cruces, Las Guabas, Los Angeles, Los Olivos, Llano Largo, Sabanagrande, Santa Ana, Tres Quebradas, Villa Lourdes, Agua Buena, El Ejido                                                                                              | La Villa de los Santos      |
| Distretto di Macaracas  | Macaracas, Bahía Honda, Bajos de Güera, Corozal, Chupa, El Cedro, Espino Amarillo, La Mesa, Llano de Piedra, Las Palmas, Mogollón | Macaracas                   |
| Distretto di Pedasí     | Pedasí, Los Asientos, Mariabé, Purio, Oria Arriba | Pedasí                      |
| Distretto di Pocrí      | Pocrí, El Cañafístulo, Lajamina, Paraíso, Paritilla | Pocrí                       |
| Distretto di Tonosí     | Tonosí, Altos de Güera, Cañas, El Bebedero, El Cacao, El Cortezo, Flores, Guánico, La Tronosa, Cambutal, Isla de Cañas | Tonosí                      |

## Economia

### Turismo
Esistono molte spiagge rinomate, come quelle di Venao, Achotines e Guararé: altrettanto celebri sono quelle situate su isla Iguana, nota per le sue acque cristalline e la sabbia bianca. L'isola si trova a 25 minuti di barca da Pedasí. Oltre ai già citati parchi nazionali che attirano turisti appassionati del verde e della caratteristica fauna locale, vi sono anche musei qual quello della Nazionalità (Museo de la Nacionalidad), il Belisario Porras e il Manuel F. Zarate. Inoltre, altri punti di interesse sono il sito archeologico Cerro Juan Diaz e la chiesa di San Antonio e la chiesa di Santa Librada (realizzata nel marzo 1872), il cui tetto di quest'ultima andò in fiamme nel 1958.